# 李金福

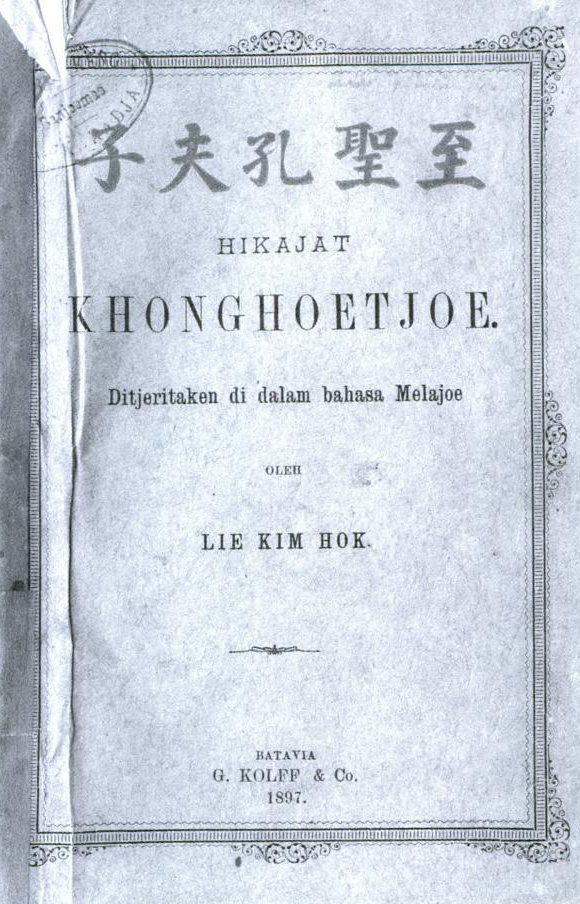
《至聖孔夫子》，1897年

李金福（1853年—1912年）是一個印度尼西亞華人文學家，常稱呼〈馬來華人文學之父〉。

## 生平
1853年出生在荷屬東印度西爪哇省茂物，他從小在宗教學校唸書，因此對巽他語，馬來語，荷蘭語和漢語非常流利。
在1886年他出版了《七粒星》，常被認為是最早的馬來華人小說。他總共寫了25本馬來語書。
李金福由於斑疹傷寒1912年去世在荷屬東印度巴達維亞，年齡58歲。